# Мархель Юрій Михайлович
Юрій Мархель (біл. Юрий Мархель, нар. 9 січня 1979, Мінськ, БРСР) — білоруський футболіст, нападник.

## Кар'єра
Розочав займатися футболом в «Трудових резервах» й академії фізвиховання. У 1997—1999 роках навчався в залізничному училищі, паралельно виступаючи в місцевій команді. У 2000 році старший брат Михайло очолив клуб першої ліги «Зірка-ВА-БДУ» (Мінськ) й запросив до нього Юрія. Взимку 2000/01 років з Михайлом зв'язалися з російської «Аланії», і в цей клуб перейшов Юрій. Провів у перших турах чемпіонату дві гри, після чого виступав за дубль. У наступному сезоні виступав на правах оренди в «Торпедо» (Жодіно), там же провів і наступний сезон.
У 2004 році Мархеля, разом з іншими білоруськими гравцями, запросив в український клуб «Металург» (Запоріжжя) Анатолій Юревич, однак після зміни тренера він перестав потрапляти до складу і повернувся в Білорусбь, де виступав у вищій і першій лігах за ФК «Гомель» (2005), «Локомотив» (Мінськ) / СКВІЧ (2006—2008, 2009—2010, 2011—2012), «Нафтан» (Новополоцьк) (2011), ФК «Городея» (2013), ФК «Сморгонь» (2014 рік), «Зірку-БДУ» (2015). Першу половину сезону 2009 року провів у казахстанському «Кизилжарі», де зіграв 7 матчів, виходячи на заміну.
Найкращий бомбардир першої ліги Білорусі в сезонах 2010 і 2012 років.
У жовтні 2012 року, забивши 5 м'ячів у матчі СКВІЧ — «Береза-2010», став найкращим бомбардиром першої ліги за всю історію.
11 червня 2014 року також забив 5 м'ячів у матчі 1/32 фіналу кубку Білорусі «Ружани» — «Сморгонь» (0:11).
З осені 2015 року — разом з братом тренер юніорської збірної Білорусі 2002 року народження.

## Сім'я
Одружився в листопаді 2003 року. У травні 2004 року в Запоріжжя народився син Микита, має ще одного сина.